# Христин Остік
Христин Остік (бл. 1363 — 1442/1443) — державний та військовий діяч, урядник, дипломат Великого князівства Литовського і Руського. Став протопластом родів Радзивіллів та Остиковичів.

## Життєпис
Походив з литовського боярського роду. Син Сірпута, який ймовірно був правнуком Сірпута. Останнього також низка дослідників розглядають як сина князя Романа Вовка та брата великого князя Тройдена. Вперше згадується в 1398 році, як свідок укладення Салінського договору між Великим князівством Литовським та Тевтонським орденом. Того ж року стає старостою ушпольським (обіймав посаду до 1401 року). 1401 року був підписантом Віленсько-радомської унії. Брав участь у сутичках з тевтонськими лицарями. 1404 року був свідком підписання Рацьонжського миру з Тевстонським орденом.
Напевне, брав участь у Грюнвальдській битві 1410 року. З 1411 згадується під християнським ім'ям «Христин». під яким підписався разом з іншими князями під Першим Торунським мирним договором. Був противником Городельської унії з королівством Польським. Але на тому ж самому сеймі 1413 року прийняв герб Труби.
У 1419 році призначається каштеляном Вільно. У 1422 році брав участь у Голубській війні проти Тевтонського ордену. Того ж року підписав спільно з іншими представниками знаті Мельнський договір з Тевтонським орденом. Підтримував політику Великого князя Литовського і Руського Свидригайла Ольгердовича щодо дотримання миру з Орденом. У 1431 році вів перемовини з його великим магістром Паулем фон Русдорфом, результатом яких став Христмемельський договір, спрямований проти Польщі.
У 1432 та 1434 роках в Гродно і Тракаї відповідно Остік підписав акти віри, що зрівнювали католиків та православних. Напевне 1435 року брав участь у битві під Вількоміром, де війська Свидригайла зазнали поразки, але не зрозуміло на чийому боці. У 1435 році підписав Брест-Куявський мирний договір, що завершив війну Польщі з Тевтонським орденом. 1440 року підтримав кандидатуру Казимира Ягеллончика на трон великого князівства на противагу Миколаю Кейстутовичу. Помер у 1442 або 1443 році.

## Володіння
Мав у власності маєтності та міста Кернаве, Ужпаляй, Муснінкай, Ширвінтос, Шешоле, Упнінкай, П'єньоняй.

## Родина
- Радзивілл Остікович
- Станько Остікович
- Миколай (Міко) Остікович
- Бартоломей Остікович